# Llengües d'Angola
Les llengües d'Angola són predominantment bantus i portuguès, amb una petita minoria de parlants ! Kung i khoe. A Angola es parlen prop de 39 idiomes.

## Llengües europees
El portuguès és l'única llengua oficial. A causa dels mecanismes culturals, socials i polítics que es remunten a la història colonial, el nombre de parlants de portuguès natiu és gran i creixent. Un estudi de 2012 de l'Institut Nacional Angolès d'Estadístiques va mostrar que el portuguès és la llengua materna del 39% de la població. És parlat com a segona llengua per molts més arreu del país, i les generacions urbanes més joves s'estan movent cap a l'ús dominant o exclusiu del portuguès. Un estudi de 2014 va trobar que al voltant del 71% dels prop de 25,8 milions d'habitants d'Angola parlen portuguès.
A les zones urbanes, el 85% de la població parla portuguès, contra el 49% a les zones rurals. El portuguès va ser ràpidament adoptat pels angolesos a mitjan segle XX com a llengua franca entre els diversos grups ètnics. Després de la Guerra Civil angolesa, moltes persones es van traslladar a les ciutats, on van aprendre portuguès. Quan van tornar al camp, més gent parlava portuguès com a primera llengua. La variant de la llengua portuguesa utilitzada a Angola és coneguda com a portuguès d'Angola. Fonèticament, aquesta variant és molt similar a la variant brasilera amb algunes excepcions notables. En alguns aspectes, el portuguès d'Angola s'assembla més a un pidgin.
No obstant això, a l'enclavament de Cabinda, encaixat entre dos països de parla francesa, la República Democràtica del Congo i la República del Congo, molta gent parla francès, igual o millor que el portuguès. De fet, de la població que sap llegir i escriure, el 90 per cent parla francès mentre que el 10 per cent parla portuguès. També els angolesos bakongo que s'havien exiliat a la República Democràtica del Congo en general parlen millor francès i lingala que portuguès i kikongo.
Els africans de Mali, Nigeria i el Senegal parlen anglès o francès i llurs llengües nadiues, i generalment aprenen quelcom de portuguès. La llengua estrangera més apresa pels angolesos és l'anglès, però entre els bakongo (al nord-oest i Cabinda) el francès és sovint més important. L'anglès aviat serà matèria obligatòria a les escoles d'Angola. El francès solia ser requerit com a matèria optativa, però ja no és obligatori.

## Llengües africanes
Totes les llengües natives d'Angola són considerades com a llengua nacional. Després de la independència, el govern va dir que escolliria sis per desenvolupar-les com a llengües literàries. Les sis llengües varien entre les declaracions del govern, però s'inclouen habitualment umbundu, kimbundu, kikongo (potser el fiote de Cabinda), chokwe, Kwanyama, i Ganguela (mai clarament definida; podria ser nyemba, lucazi, o indeterminada). La ràdio angolesa emet en carotze de les "principals" llengües nacionals: bangala, chokwe, fiote, helelo, kikongo, kimbundu, kwanyama, lunda, ngangela, ngoya, nyaneka, oshiwambo, songo, umbundu. Algunes de les llengües nacionals s'ensenyen a les escoles angoleses, inclosa la provisió de material escolar, però hi ha pocs professors.
L'umbundu és la llengua bantu més estesa, parlada per en un 23 per cent de la població, aproximadament 5,9 milions de persones. Es parla principalment al centre i sud del país. El kimbundu és parlat a la província de Luanda i adjacents. El kikongo és parlat al nord-oest, inclosa a l'exclavament de Cabinda. Un 8,24% dels angolesos usa el kikongo. El fiote és parlat per un 2,9%, principalment a Cabinda.
Els san parlen idiomes de dues famílies, ! Kung i kxoe, encara que només uns pocs centenars parlen aquest últim. La majoria dels san van fugir a Sud-àfrica després de la fi de la guerra civil. L'extinta kwadi pot haver estat llunyanament relacionada amb el kxoe, i el kwisi és completament desconegut; els seus parlants no eren ni khoisan ni bantu.

## Llengües asiàtiques
Un (molt petit) nombre d'angolesos d'origen libanès parlen àrab i/o francès. A causa de les creixents relacions entre Angola i la Xina, ara hi ha una comunitat xinesa de prop de 300.000 parlants de xinès.

## Cens de 2014
| Llengua                      | %        | Nombre     |
| ---------------------------- | -------- | ---------- |
| Portuguès                    | 71,15 %  | 16.890.741 |
| Umbundu                      | 22,96 %  | 5.449.819  |
| Kikongo / Ukongo             | 8,24 %   | 1.956.191  |
| Kimbundu                     | 7,82 %   | 1.855.951  |
| Chokwe / Kioko               | 6,54 %   | 1.553.019  |
| Nyaneka                      | 3,42 %   | 812.357    |
| Ngangela                     | 3,11 %   | 739.070    |
| Fiote                        | 2,39 %   | 568.296    |
| Kwanyama                     | 2,26 %   | 537.533    |
| Muhumbi                      | 2,12 %   | 502.881    |
| Luvale                       | 1,04 %   | 248.002    |
| Altres llengües nacionals    | 3,60 %   | 854.045    |
| Sords / muts                 | 0,50 %   | 119.357    |
| Total (sense dobles comptes) | 100,00 % | 23.739.971 |